# Cyclophiops major
Espèce
Synonymes
- Cyclophis major Günther, 1858
- Herpetodryas chloris Hallowell, 1861

Statut de conservation UICN

 LC  : Préoccupation mineure
Cyclophiops major est une espèce de serpents de la famille des Colubridae.

## Répartition
Cette espèce se rencontre :
- au Laos ;
- dans le sud de la république populaire de Chine, Hong Kong, Hainan et vers le nord jusqu'aux provinces de Henan et Gansu ;
- à Taïwan ;
- dans le nord du Viêt Nam.

## Description
Cyclophiops major est un serpent diurne qui mesure jusqu'à 130 cm. Son dos est uniformément vert ou vert foncé. Sa face ventrale est vert jaunâtre. La femelle pond entre 4 et 13 œufs mesurant environ 3 x 1,5 cm au printemps ou en début de l'été. Les jeunes mesurent jusqu'à 26 cm à l'éclosion.

## Étymologie
Son nom d'espèce, du latin major, « grand », lui a été donné en référence par rapport aux autres espèces du genre.

## Publication originale
- Günther, 1858 : Catalogue of Colubrine Snakes in the Collection of the British Museum, London, p. 1-281 (texte intégral).